# Área de Conservação da Paisagem de Laulasmaa
A Área de Conservação da Paisagem de Laulasmaa é um parque natural localizado no Condado de Harju, na Estónia.
A sua área é de 131 hectares.
A área protegida foi fundada em 2005 para proteger as paisagens costeiras de Laulasmaa e a sua biodiversidade.